# Chute de Robespierre
 (novembre 2012).
La chute de Robespierre est consécutive à une série d'événements qui se sont déroulés du 8 thermidor an II (26 juillet 1794) vers midi, au 10 thermidor (28 juillet). Ils marquent la fin de la période dénommée a posteriori la Terreur.
Cet événement est dénommé 9 Thermidor (27 juillet), correspondant au jour de l'arrestation de Robespierre à la Convention nationale et ouvre la période dite de la Convention thermidorienne.

## 8 thermidor, à la Convention

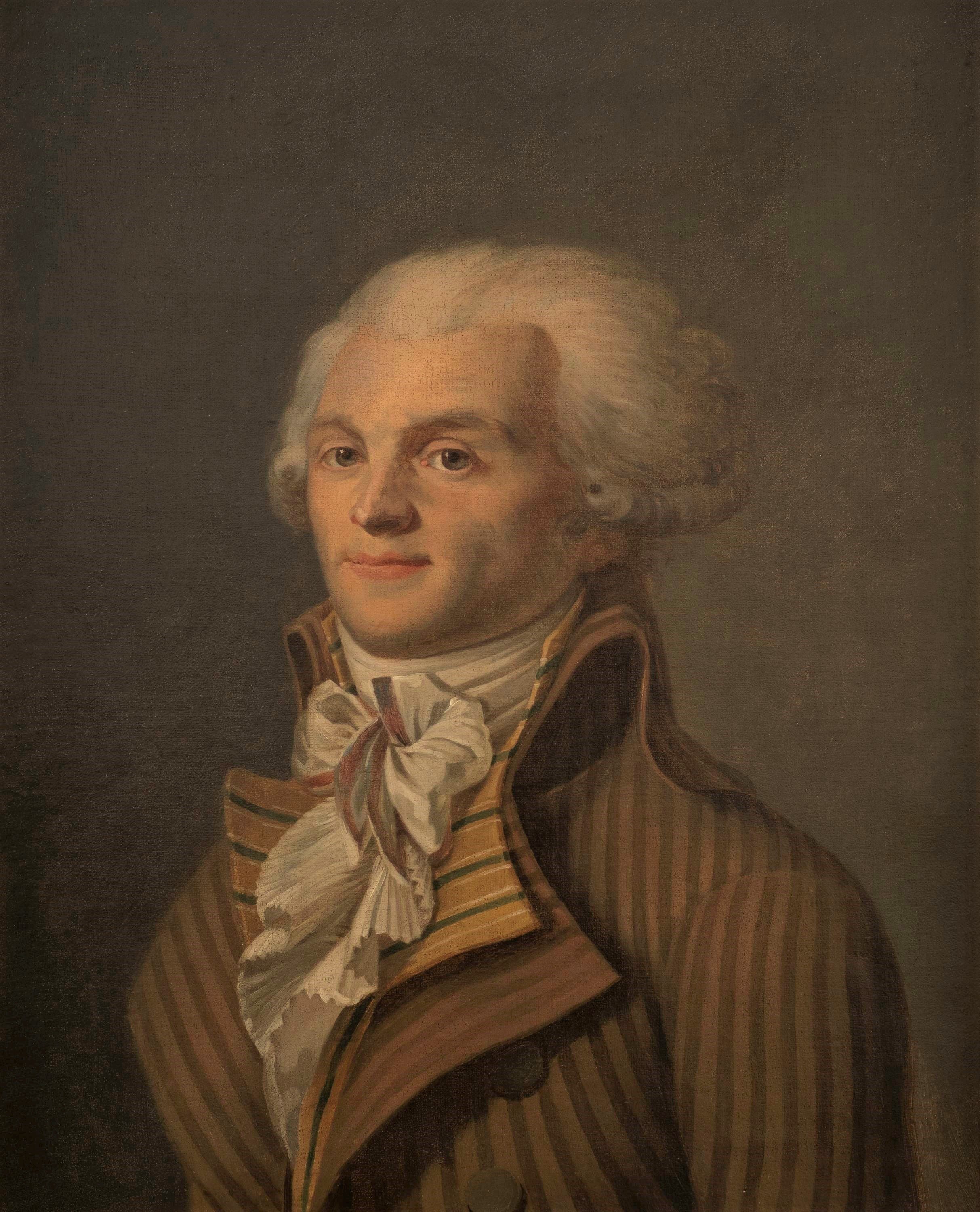
Robespierre.

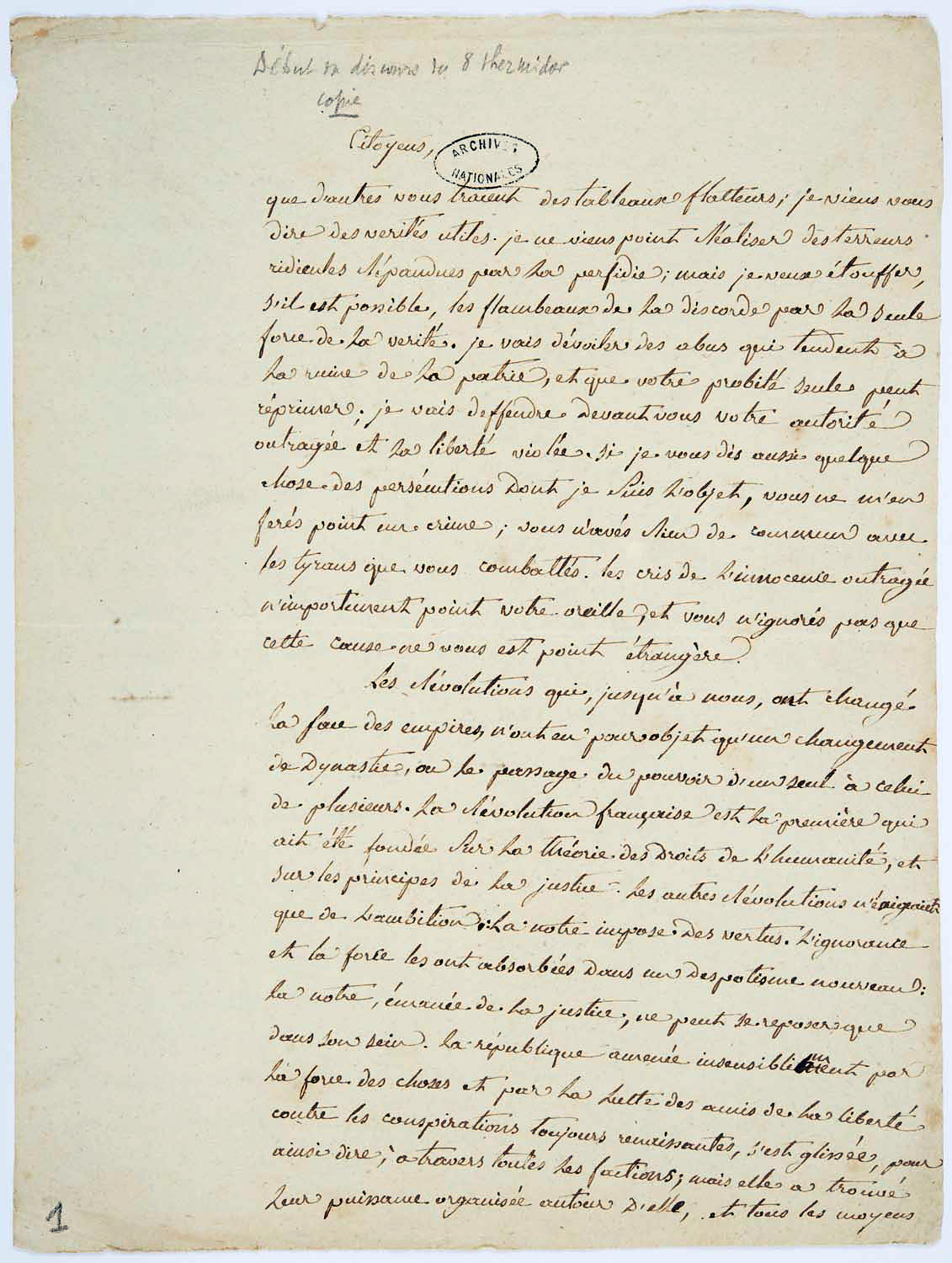
Discours de Robespierre du 26 juillet 1794, Archives nationales.

À la Convention, le 8 thermidor an II vers midi, Robespierre monte à la tribune et lit son discours. Il commence par se justifier de la façon dont est appliquée la loi du 22 prairial. Il revendique sa responsabilité dans le système de la Terreur, mais en rejette les excès sur ses adversaires, visant en particulier — mais sans les nommer — les représentants qu'il a fait rappeler de mission : Carrier, Fouché, Barras, Fréron, Tallien. Il s’indigne des listes de proscriptions qu’on lui attribue. Puis il revient à ceux qui l’accusent de tyrannie.
Robespierre retrace alors les différentes phases de l’attaque menée contre lui et désigne l’un après l’autre ses ennemis sans les nommer mais par des allusions transparentes : les anciens représentants en mission qu’il a fait rappeler, des membres du Comité de sûreté générale qui déshonorent le gouvernement et sabotent son action par la façon dont ils appliquent la loi du 22 prairial ; puis certains membres du Comité de salut public. Le seul dont Robespierre prononce le nom est Cambon. Robespierre propose alors d'épurer le Comité de salut public, et de constituer l'unité du gouvernement sous l'autorité de la Convention nationale. Mais la conclusion de son discours « revêt une évidence tragique et (…) suicidaire », observe l'historienne Françoise Brunel, comme si « ce retour à la centralité démocratique [paraissait] impossible, vain l'appel à la Convention, irréalisable la démocratie, perdue la Révolution ». De fait, Robespierre termine sa harangue en déclarant : « Je suis fait pour combattre le crime, non pour le gouverner. Le temps n'est point arrivé où les hommes de bien peuvent servir impunément la patrie ; les défenseurs de la liberté ne seront que des proscrits tant que la horde des fripons dominera. »
Lecointre demande l’impression du discours. Bourdon de l’Oise s’y oppose et demande le renvoi aux Comités avant l'impression, Barère insiste pour l’impression du discours, Couthon ajoute à la proposition de l’impression un amendement, l'envoi du discours à toutes les communes de France. La Convention adopte la proposition de Couthon.
Cambon s’élance à la contre-attaque, ayant été le seul nommé dans le discours de Robespierre. L’opposition insiste pour l’ajournement de l’envoi du discours. Thirion demande alors la révocation du décret demandant l’impression. La révocation du décret est prononcée. Il y aura donc impression du discours, mais pas envoi aux communes de la République. Robespierre n’a trouvé qu’une voix pour le soutenir, celle de Couthon.

## 8 thermidor au soir, au Club des Jacobins

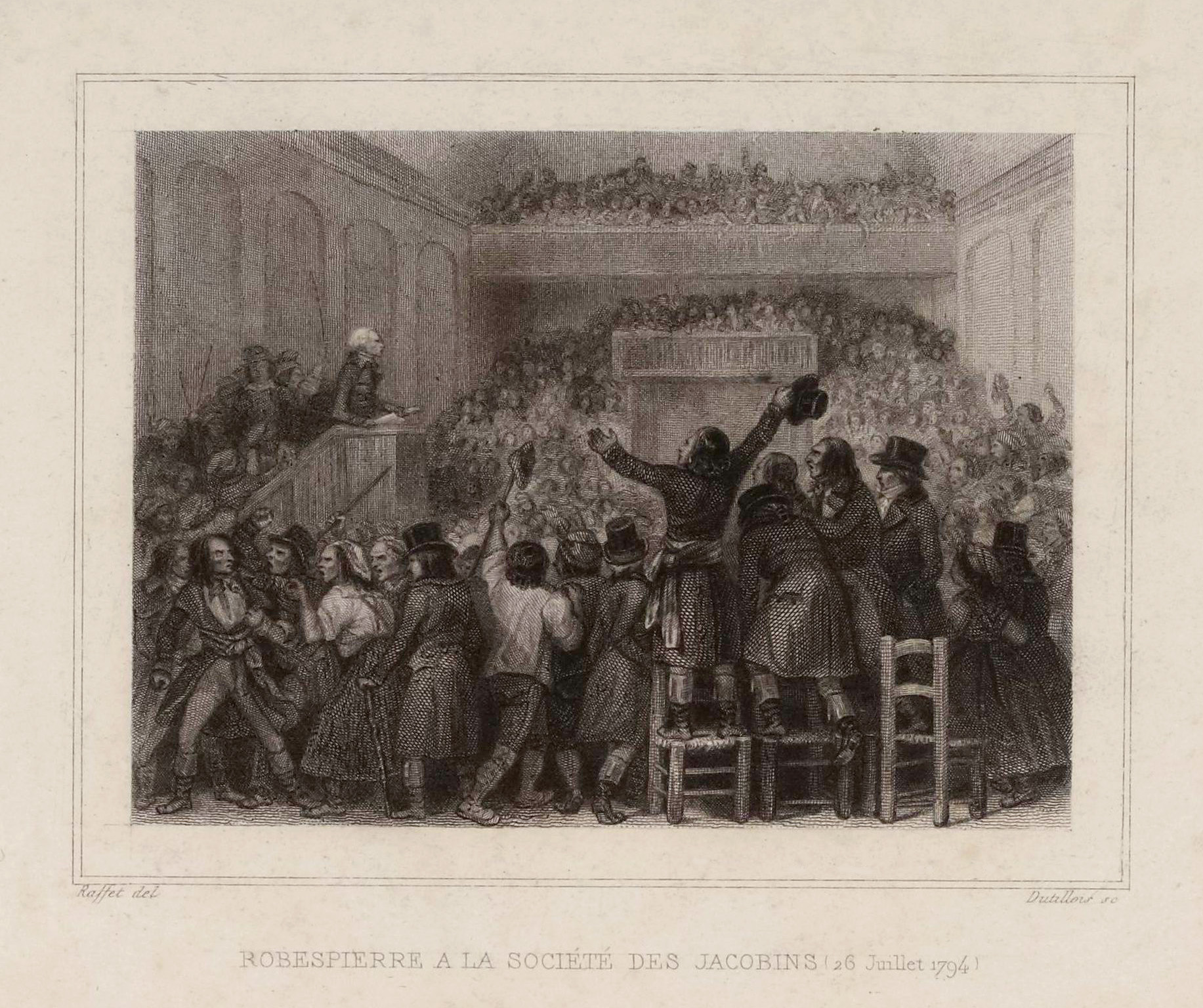
Robespierre s'exprime devant le club des Jacobins, le soir du 8 thermidor an II.
Illustration d'Auguste Raffet, XIXe siècle.

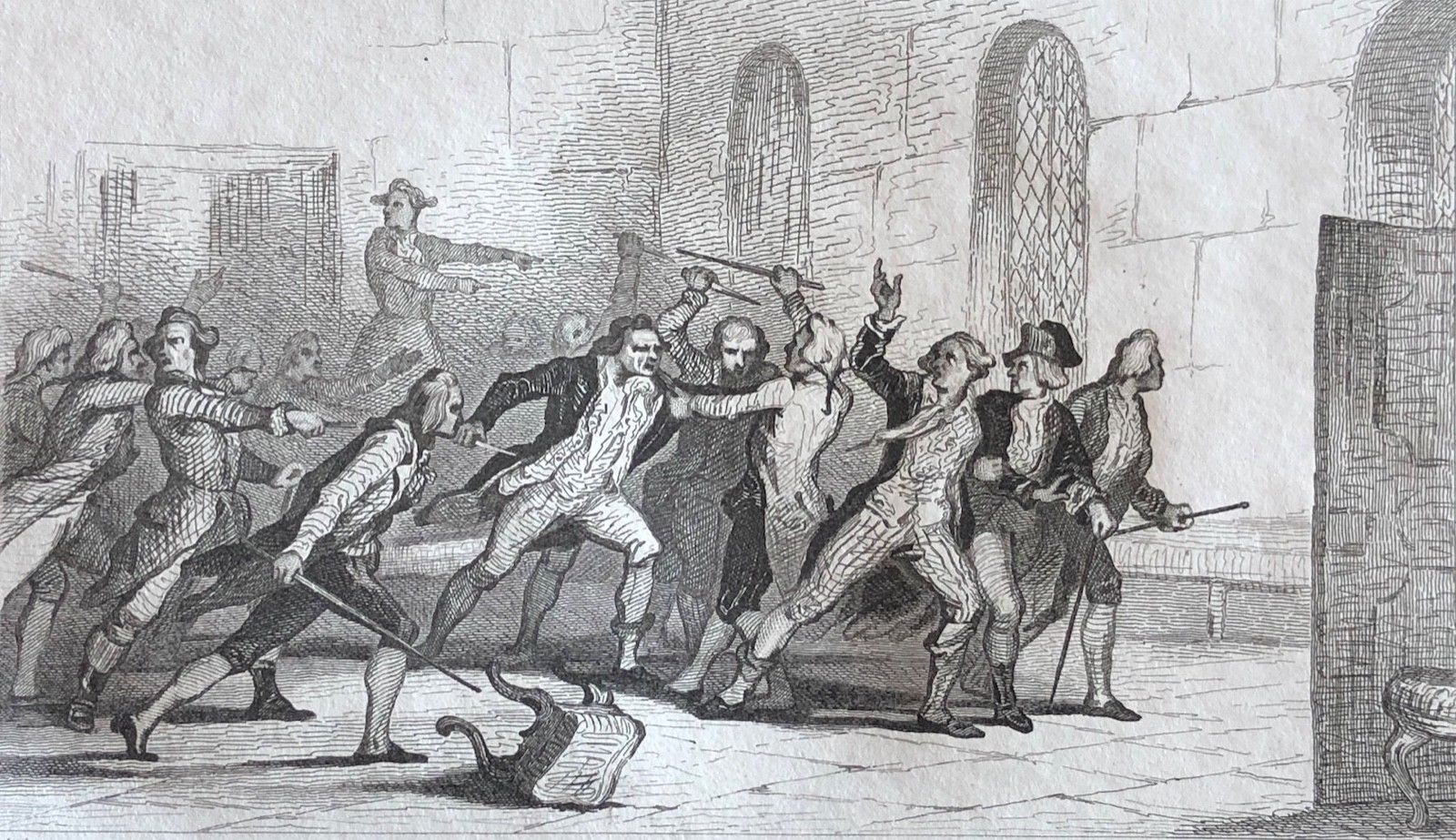
Collot d'Herbois chassé du club des Jacobins, le soir du 8 thermidor an II.
Illustration d'Alfred Johannot, XIXe siècle.

Robespierre se rend le soir aux Jacobins avec Couthon. Collot d'Herbois et Billaud-Varenne l’ont devancé et demandent la parole, c’est Robespierre qui l’obtient. Il relit son discours prononcé à la Convention et termine par cette péroraison :

« Frères et amis, c’est mon testament de mort que vous venez d’entendre. Mes ennemis, ou plutôt ceux de la République sont tellement puissants et tellement nombreux que je ne puis me flatter d’échapper longtemps à leurs coups. C’en est assez pour moi, mais ce n’est pas assez pour la chose publique. Vous contenterez-vous de me plaindre ? Ne saurez-vous pas me défendre ou me venger ? La Convention a voulu vous humilier aujourd’hui par un insolent décret. Héros du 31 mai et toi brave Hanriot, avez-vous oublié le chemin de la Convention ? …Si vous me secondez les traîtres auront subi dans quelques jours le sort de leurs devanciers. Si vous m’abandonnez, vous verrez avec quel calme je saurai boire la ciguë… »

Les Jacobins l’acclament. Couthon propose que le club chasse de son sein tous les membres des comités qui ont voté à la Convention contre le discours de Robespierre et il en donne la liste. L'exclusion est votée, et ceux qui sont présents à la séance sont expulsés, frappés de coups et insultés. Collot d'Herbois demande la parole et monte à la tribune, mais le vacarme l’empêche de parler, Billaud-Varenne réclame avec énergie la parole, inutilement. Ils sont chassés de la salle sous les huées et les cris « À la guillotine ! ».
Face à Robespierre se forme alors une vaste coalition menée par Billaud, Collot, Vadier, Amar et Lecointre, rejoints par quelques hébertistes et dantonistes. Robespierre est soutenu par le club des Jacobins, l’état-major de la Garde nationale dirigé par Hanriot, la Commune avec Fleuriot-Lescot et Payan, certains membres du Tribunal et de la justice, avec Herman, Dumas et Coffinhal.
Robespierre espère ressaisir la majorité parlementaire à la Convention le lendemain. Il ne croit pas possible que ses ennemis puissent entraîner l'Assemblée.

## Nuit du 8 thermidor au 9 thermidor, au Comité de salut public
Dans la salle des délibérations du Comité, au premier étage du pavillon de l’Égalité, Saint-Just, arrivé depuis huit heures, rédige un discours qu’il doit prononcer le lendemain, destiné à apaiser les passions qui agitent la Convention ébranlée par le discours de Robespierre. Revenus au Comité, Billaud-Varenne et Collot d'Herbois l'apostrophent, voulant lui faire avouer qu’il prépare leur acte d’accusation. Saint-Just s’engage alors à leur soumettre son discours.
Craignant une insurrection de la Commune, Barère fait convoquer le maire Fleuriot-Lescot et Payan. Billaud veut faire arrêter les deux hommes. Saint-Just s’y oppose. Pendant quatre heures de suite, on les retient dans l’espoir de désorganiser les préparatifs d’une éventuelle insurrection puis on les laisse partir. Au lever du jour, Saint-Just quitte le Comité en promettant de revenir lire son rapport vers dix heures. Dans la matinée, Barère, Billaud, Collot et Carnot attendent Saint-Just. À dix heures, Collot va présider la séance de la Convention. Vers midi se présente un huissier porteur d’un billet de Saint-Just : « L’injustice a fermé mon cœur ; je vais l’ouvrir tout entier à la Convention nationale ». Barère, Billaud et Carnot se précipitent à la Convention.

## Nuit du 8 thermidor au 9 thermidor, dans Paris

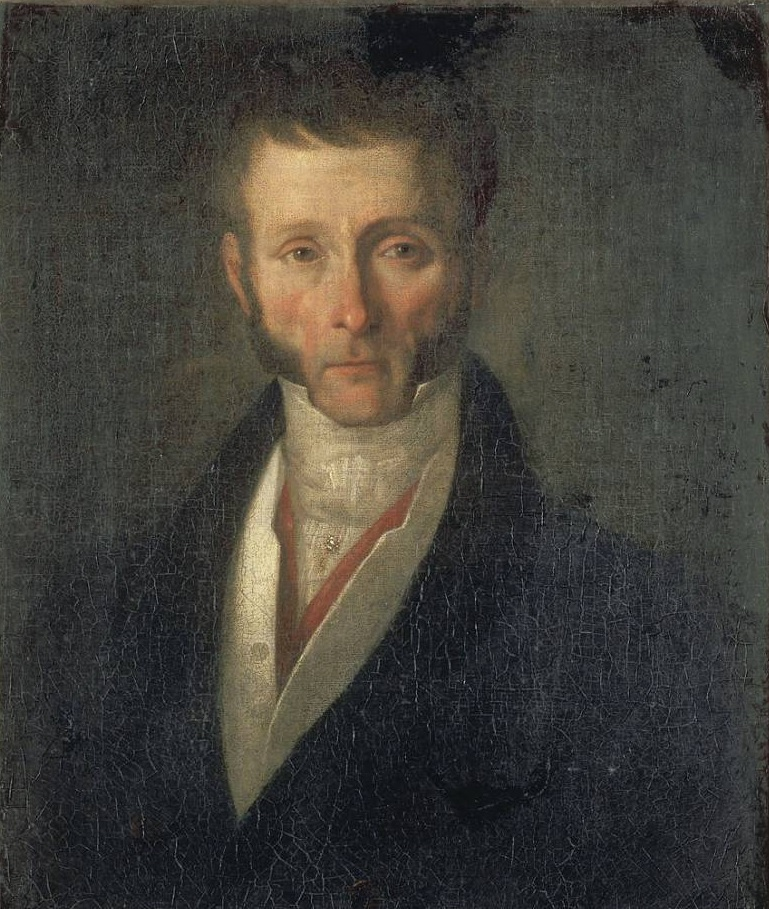
Fouché.

Les multiples opposants à Robespierre se mobilisent et se montrent prêts à agir, sans que l'on puisse parler d'une « conspiration » visant à l'arrestation de Robespierre. Le rôle de Barras, Fouché, Tallien, Lebon, Carrier, anciens représentants en mission rappelés à la demande de Robespierre, et qui se sentent directement menacés par le discours de celui-ci, est déterminant. Ils font dans la nuit le siège des hommes les plus influents de la Plaine — Boissy d’Anglas, Durand-Maillane et Palasne-Champeaux — leur promettant la fin de la Terreur pour prix de leur alliance.
Ces derniers, qui n’aiment ni les Montagnards, ni les terroristes de Lyon, Bordeaux ou Toulon, se font prier et redoutent encore Robespierre. Au cours de la nuit, ils finissent par accepter. La participation de Carnot et de Barère les rassure. Ils vont fournir l’appui parlementaire indispensable. Même si la journée du 9 thermidor apparaîtra en grande partie improvisée, certains se sont mis d’accord sur la tactique à suivre pour la séance qui vient : organiser une obstruction telle que ni Robespierre ni ses partisans ne puissent intervenir.

## 9 thermidor, à la Convention
Tous les députés de la Plaine sont présents. Collot d’Herbois, le président, ouvre la séance à onze heures. Après lecture de la correspondance, vers midi, Saint-Just monte à la tribune.

« Je ne suis d’aucune faction, je les combattrai toutes. Vos Comités de sûreté générale et de salut public m’avaient chargé de vous faire un rapport sur les causes de la commotion sensible qu’avait éprouvée l’opinion publique dans ces derniers temps. La confiance des deux comités m’honorait ; mais quelqu’un cette nuit a flétri mon cœur et je ne veux parler qu’à vous… On a voulu répandre que le gouvernement était divisé : il ne l’est pas ; une altération politique, que je vais vous rendre, a seulement eu lieu. »

À ce moment, Tallien l’interrompt :

« Hier un membre du gouvernement s’en est isolé et a prononcé un discours en son nom particulier ; aujourd’hui, un autre fait la même chose… Je demande que le rideau soit entièrement déchiré ! »

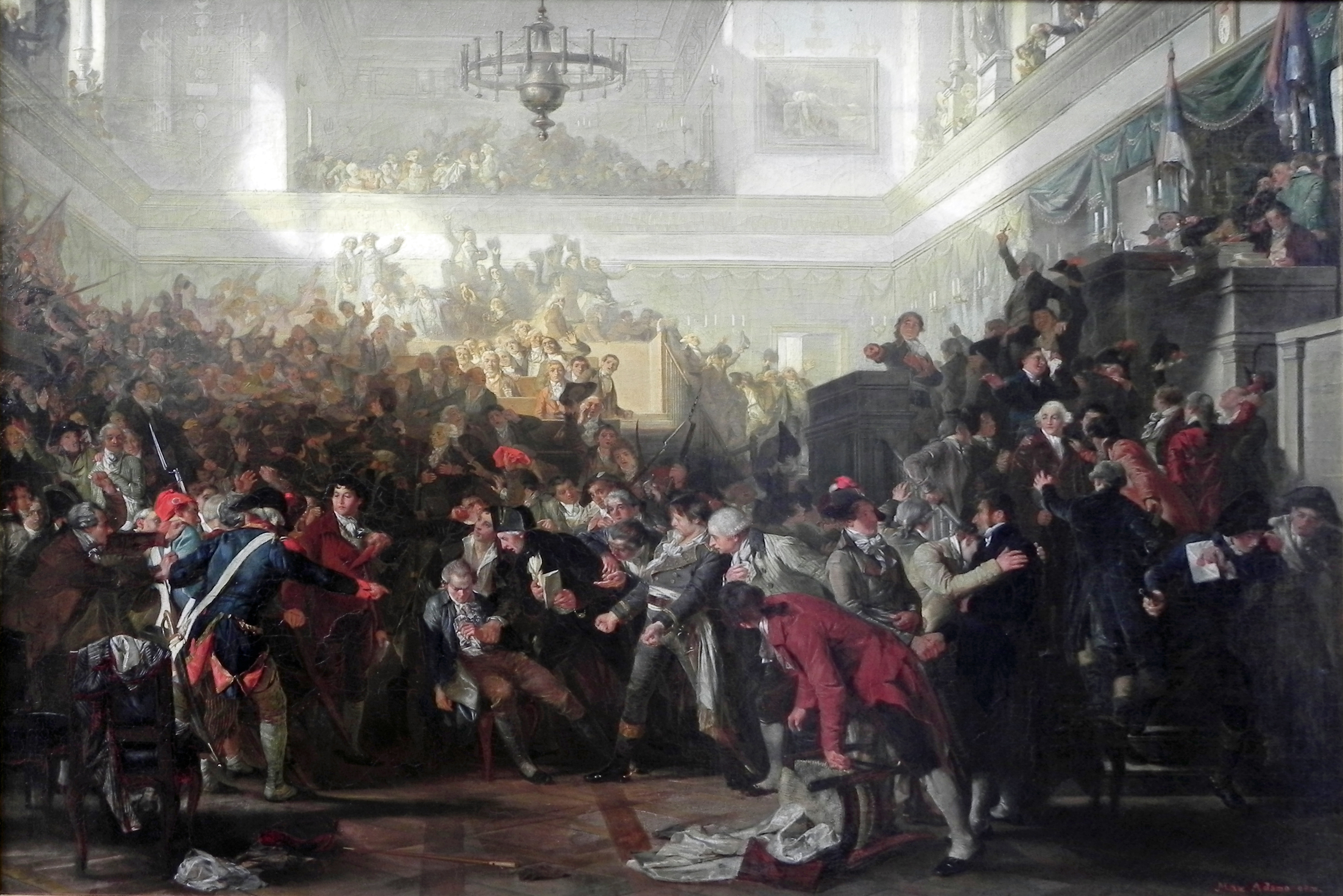
Robespierre décrété d'accusation par la Convention nationale le 27 juillet 1794, toile de Max Adamo, Berlin, Alte Nationalgalerie, 1870.

Grand tumulte. Au même instant, les membres du Comité de salut public pénètrent dans la salle. Billaud-Varenne escalade la tribune et interrompt Tallien. Il s'étonne de voir Saint-Just à la Convention alors que celui-ci avait promis de soumettre son discours aux comités. Il attaque ensuite Robespierre avec vigueur et lorsque celui-ci veut lui répondre, il est couvert par les cris de « À bas le tyran ! ». Dans le vacarme et la confusion, Billaud demande l’arrestation d’Hanriot et de son état-major, ainsi que du président du Tribunal révolutionnaire. Cette fois, Robespierre veut absolument parler. Il monte à la tribune, il en est empêché par les mêmes cris. Collot donne alors la parole à Barère qui fait voter un décret ôtant à Hanriot le commandement de la Garde nationale. Vadier lui succède à la tribune et revient sur l’affaire Théot. Tallien, qui veut en finir, demande qu’on « ramène la discussion à son vrai point ».
Robespierre tente d'intervenir, de nouveau les huées des députés couvrent sa voix. Tallien reprend son réquisitoire. Robespierre veut avoir la parole et s'insurge : « Pour la dernière fois, président d’assassins, je te demande la parole ». « Tu n’auras la parole qu’à ton tour » répond Thuriot qui a remplacé Collot à la présidence.
Louis Louchet, député montagnard et dantoniste de l’Aveyron, demande le premier un décret d'arrestation contre Robespierre. Hâtivement le président met la motion aux voix et la déclare aussitôt votée à l’unanimité. Louvet demande que la motion vaille aussi pour Couthon et Saint-Just. Augustin Robespierre et Le Bas demandent à partager leur sort. Barère monte à nouveau à la tribune avec un décret proposé par le Comité de salut public : il comporte l’arrestation des deux Robespierre, Saint-Just, Couthon, Le Bas, ainsi que de Dumas, Hanriot, Boulanger, Lavalette, Dufresse, Daubigny et Sijas. Robespierre s'écrie : « La République est perdue, les brigands triomphent ! ». Les députés arrêtés sont conduits au Comité de sûreté générale aux environs de quatre heures de l’après-midi.

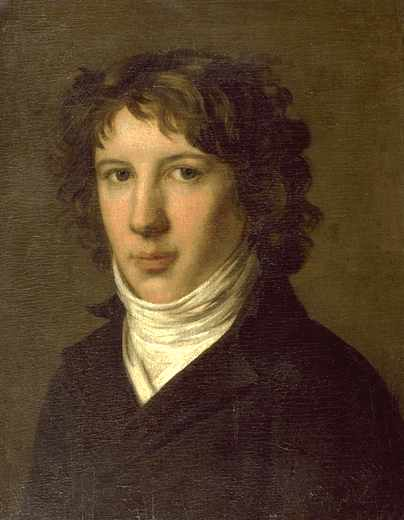
Saint-Just.
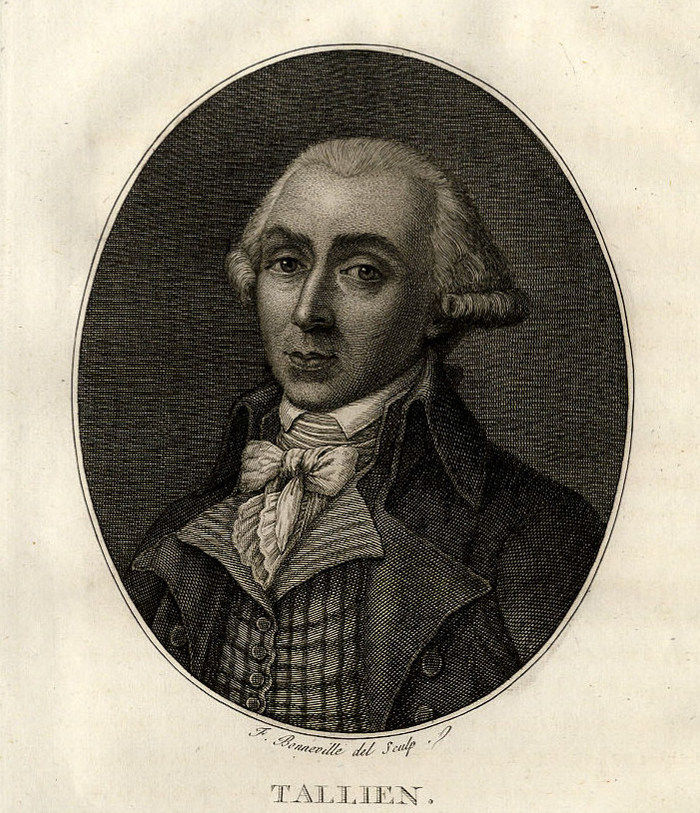
Tallien.
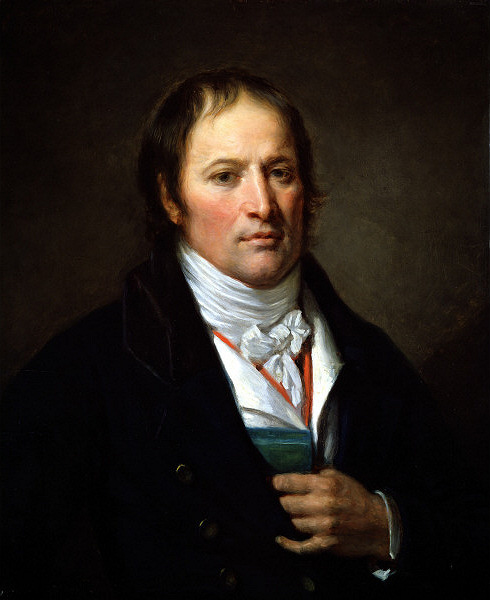
Billaud-Varenne.

## Nuit du 9 au 10 thermidor, à la Commune et à la Convention

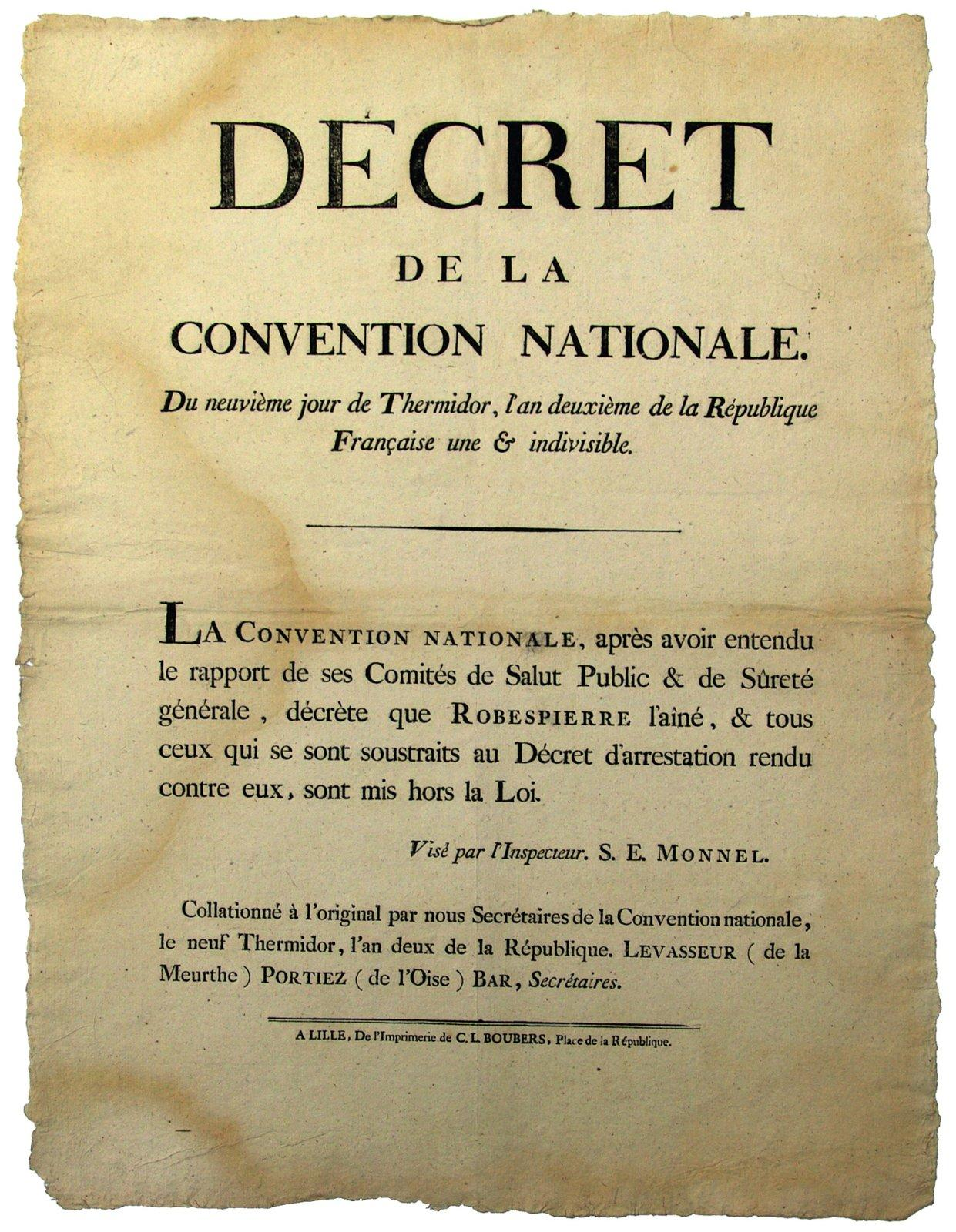
Mise hors de la loi des robespierristes par décret de la Convention nationale, le 9 thermidor an II.

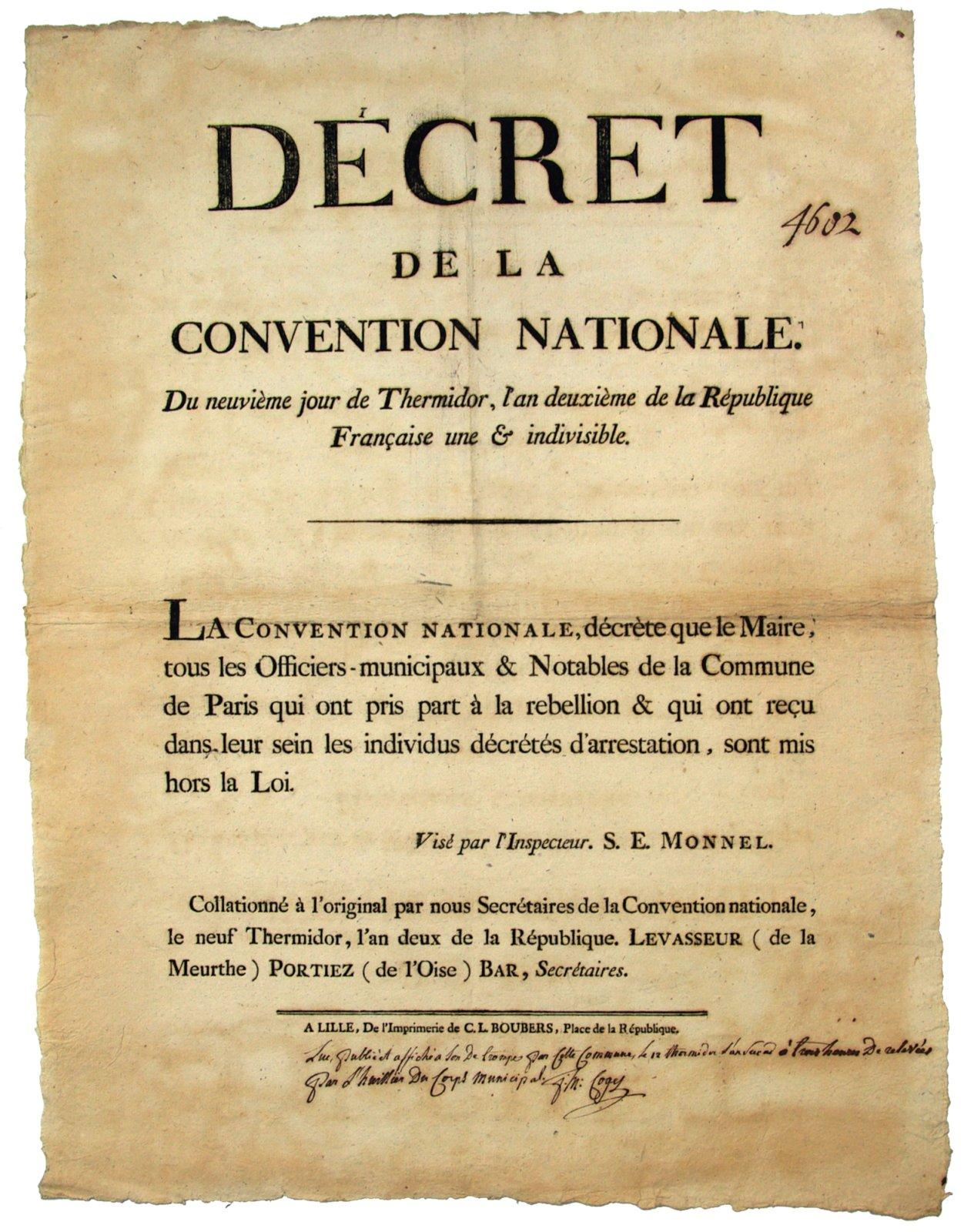
Mise hors de la loi des robespierristes de la Commune de Paris par décret de la Convention nationale, le 9 thermidor an II.

Dès que l’arrestation de Robespierre est connue vers 17 heures, la Commune convoque son conseil général à l’hôtel de ville, et vote une motion d’insurrection, fait sonner le tocsin pour appeler les patriotes aux armes et interdit aux concierges des prisons d’accepter de nouveaux détenus. Le général de la Garde nationale, Hanriot, est envoyé au secours des cinq députés qui ont été conduits au Comité de sûreté générale. Sans attendre de renfort, il court aux Tuileries avec ses aides de camp pour délivrer les prisonniers, mais se fait prendre par les gendarmes qui les gardent, et est enfermé dans la même pièce qu’eux. Les cinq députés sont transférés dans des prisons séparées vers 7 heures. Robespierre va à la prison du Luxembourg. Le concierge, exécutant l’ordre de la Commune, refuse de le recevoir. Son escorte le conduit alors à la mairie, quai des Orfèvres, où il est libéré aux cris de « Vive la République ! Vive Robespierre ! ». Il est un peu plus de vingt heures. Les concierges des autres prisons acceptent de recevoir les autres prisonniers qui sont écroués.
À cette heure, la situation évolue en faveur des insurgés. Pendant plusieurs heures, la Commune va disposer de forces très supérieures à celles de la Convention, en particulier en artillerie : 17 compagnies de canonniers (sur 30 qui demeurent à Paris) et 32 pièces répondent à l’appel. Les forces en présence se massent sur la place de Grève. Il est décidé d’aller libérer Hanriot et les cinq députés. Vers 21 heures, une forte colonne de canonniers et de gendarmes à cheval, commandée par Coffinhal, se dirige vers la Convention, enlève les postes de garde et délivre Hanriot. Ils ne rencontrent pas de résistance et auraient pu envahir la salle des séances de la Convention, mais ils ne le font pas et se replient sur la Commune.
Augustin Robespierre, le premier à être libéré, arrive à la Commune, décidé de former un Comité d’exécution de neuf membres. Une délégation vient prier Robespierre de rejoindre le Comité d’exécution. Son chef, Lasnier, Hanriot et Coffinhal tentent en vain de le convaincre. Robespierre refuse alors qu’il a, peu auparavant, conseillé à la Commune de fermer les barrières, de museler la presse et de faire arrêter les « députés traîtres ». Il n’entend pas sortir de la légalité pour diriger le soulèvement.
La Convention charge Barras du commandement militaire, et fait rassembler des troupes provenant des sections bourgeoises de l’ouest et du centre. Barère fait décréter la mise hors-la-loi des députés rebelles et des insurgés. Dès lors, la comparution devant le Tribunal révolutionnaire devient inutile.

## Immobilisme des Jacobins
Intimidées par la mise hors-la-loi des insurgés, de nombreuses sections changent plusieurs fois de camp dans la nuit. Les hommes rassemblés sur la place de Grève depuis 6 heures du soir — 2 000 à 3 000 sans-culottes vers 10 heures du soir avec une trentaine de canons — demeurent inactifs. S’impatientant de leur longue inaction, travaillés par les agents de la Convention, ils finissent par quitter les lieux. « À 10 heures du soir, écrit Mathiez, presque toutes les sections étaient représentées par des détachements massés devant la Commune. Par contre, il n’y avait pour ainsi dire personne devant la Convention. À 2 heures du matin, ce fut l’inverse. »
La Commune se rend compte de la gravité du décret du 9 thermidor et envoie un billet pressant Robespierre de venir sur-le-champ. Quand le décret de mise hors-la-loi est connu, celui-ci se rend à la Commune. Le Bas et Saint-Just, libérés de leurs prisons respectives, le rejoignent à leur tour. Le Comité d’exécution se décide alors à prendre la seule mesure qui aurait été efficace si elle avait été prescrite en temps utile : l’ordre d’arrestation des membres des comités et députés. « Tous ceux qui n’obéiront pas à cet ordre suprême, dit l’arrêté, seront traités comme ennemis du peuple. » Mais ces résolutions sont prises trop tard. La masse des sans-culottes n’a pas bougé. Les Jacobins multiplient les résolutions, mais n’agissent pas.
Réunis à minuit 28 juillet 1794 (10 thermidor de l'an II), les partisans de Robespierre le pressent de monter à cheval ou à pied, d'appeler l'École de mars, de faire une proclamation au Peuple et de se porter vers la Convention afin de triompher d'elle. Le refus de Robespierre lui fait perdre définitivement la partie (il commencera deux heures plus tard seulement sa rédaction quand les envoyés de la Convention seront en train d'investir l'Hôtel de Ville où il s'est réfugié). D'après Albert Soboul, les sans-culottes laissèrent faire parce qu'ils étaient démoralisés par l'exécution, quatre mois plus tôt, des hébertistes.

## Prise de l'Hôtel de Ville
Vers 2 heures du matin, deux colonnes de la Convention, l'une conduite par Barras, regroupant les gardes nationaux des quartiers riches et venant par les quais, l'autre formée par Léonard Bourdon, venant des rues Saint-Honoré et Saint-Martin, arrivent sur la place de Grève presque déserte. Les hommes de Bourdon entrent les premiers dans l’Hôtel de Ville, sans résistance, un aide-de-camp d'Hanriot ayant livré le mot de passe des troupes de la Commune.
Le Bas se suicide d’une balle dans la tête, Augustin Robespierre se précipite d’une fenêtre et se brise une jambe, Couthon, poussé dans l’escalier, est grièvement blessé, Maximilien se tire dans la bouche un coup de pistolet (version qui a pour elle, dit Mathiez, tous les témoignages datant du moment même) ou reçoit une balle dans le visage tirée par le gendarme Merda (version concurrente), à moins qu'il ne se soit blessé au cours d'un combat singulier avec l'un des assaillants de l'Hôtel de Ville (troisième version). Saint-Just se laisse arrêter.

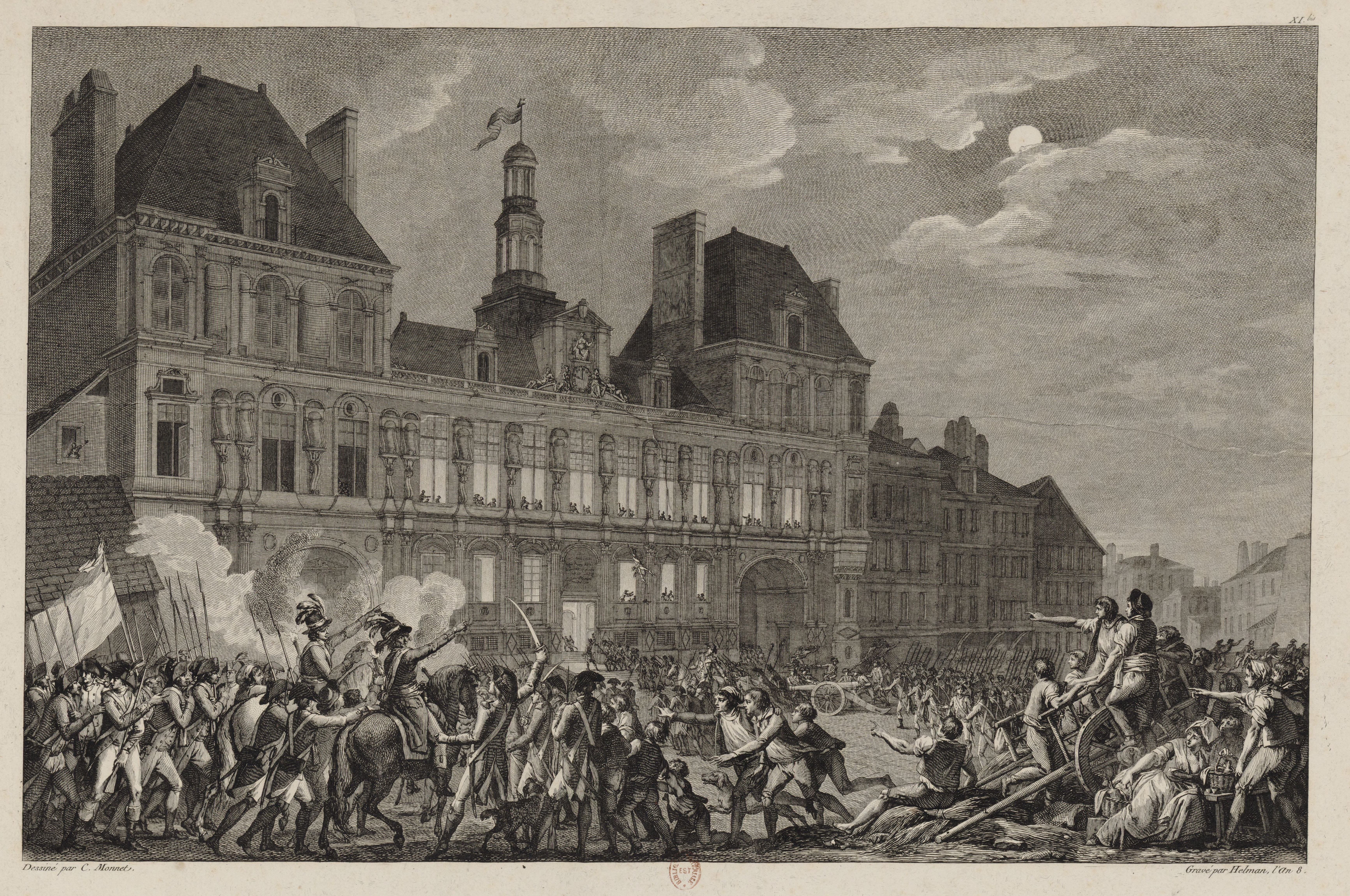
La colonne de la Convention arrive sur la place de Grève vers 2 heures du matin. On voit tomber d'une des fenêtres éclairées Augustin Robespierre qui essaie de se suicider (gravure d'Helman d'après Monnet).
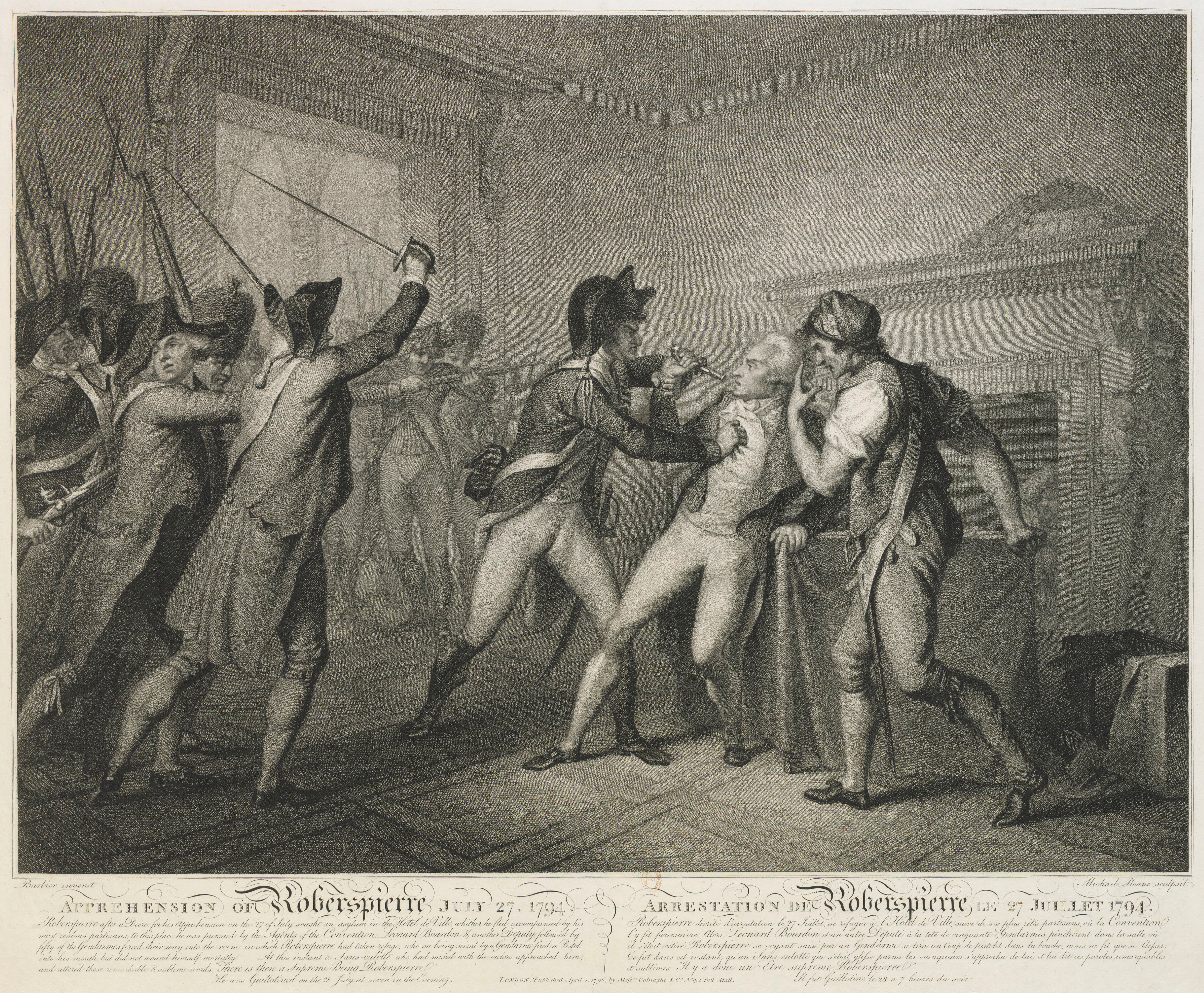
Les troupes de la Convention s'emparent de Robespierre à l'Hôtel de Ville. Estampe, Paris, BnF, vers 1794.
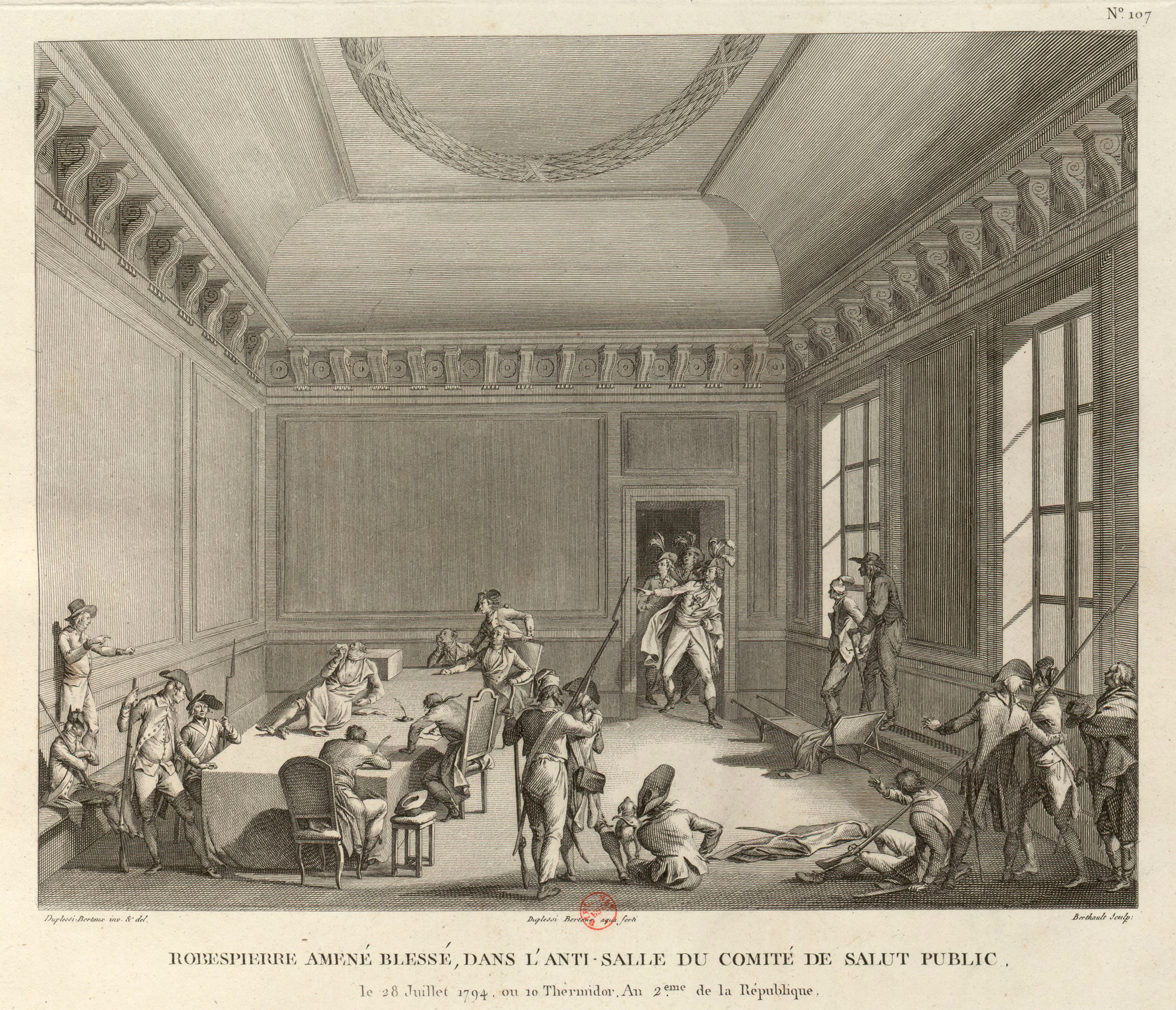
Robespierre, blessé à la mâchoire, est étendu sur une table dans l'anti-salle du Comité de salut public, le 10 thermidor an II (28 juillet 1794). Estampe, Paris, BnF, 1802.

### L’appel adressé à la section des Piques

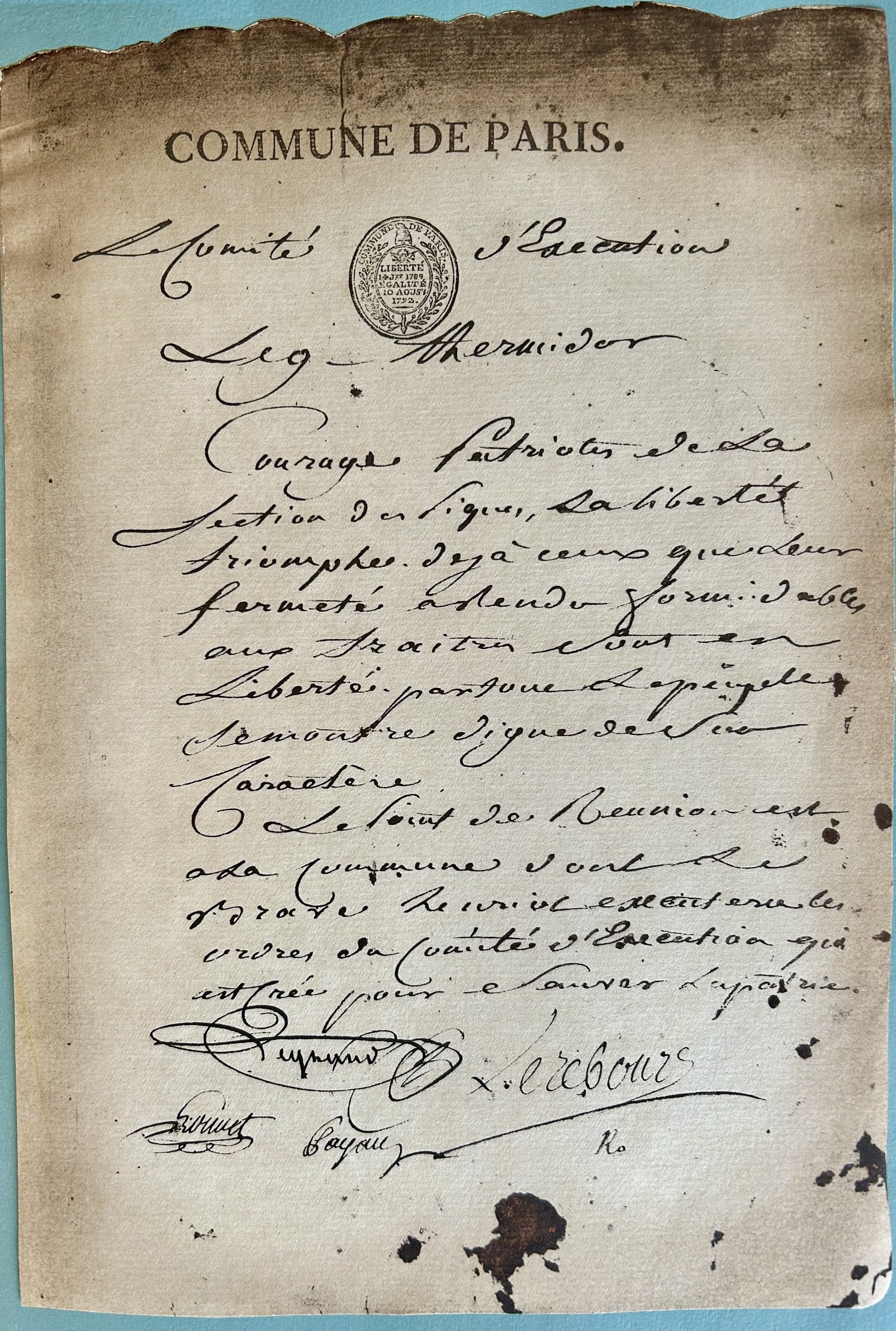
Appel adressé à la section des Piques, celle de Robespierre, par le Comité d'exécution de la Commune dans la nuit du 9 thermidor, avec la signature interrompue de Robespierre (Ro...) et la tache au bas de la page.

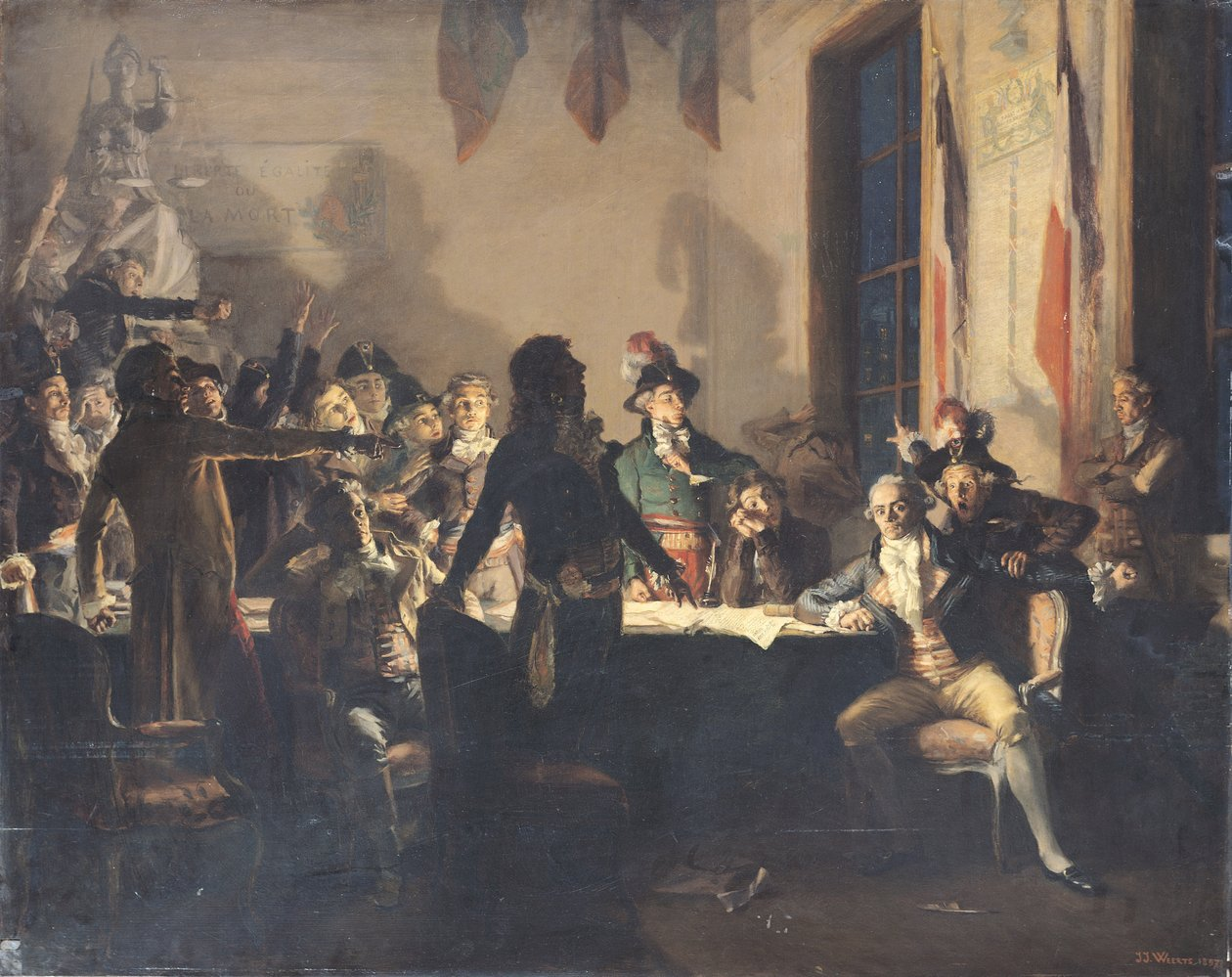
Hôtel de ville de Paris, dans la nuit du 9 au 10 thermidor. La toile représente Saint-Just et les membres du Comité d’exécution suppliant Robespierre d'apposer sa signature au bas de l'appel à l'insurrection adressé à la section des Piques. Au nom de qui ?, aurait interrogé Robespierre, hésitant. Au nom de la Convention, elle est partout où nous sommes !, aurait répondu Saint-Just.
Tableau de Jean-Joseph Weerts.
Collection du Musée d'Art et d'Industrie de Roubaix.

Cet écrit, avec la signature interrompue de Robespierre (Ro…) et la tache (supposée de sang) au bas de la page, a fait couler beaucoup d’encre.
Pour Michelet, Robespierre aurait, dans les derniers moments, hésité à signer cet appel à l’insurrection par scrupule légalitaire. Pour Hamel dans son Histoire de Robespierre : « Déjà il avait écrit les deux premières lettres de son nom Ro, quand un coup de feu parti du couloir séparant la salle du conseil général de celle du corps municipal retentit soudainement. Aussitôt on vit Robespierre s’affaisser, la plume lui échappa des mains et, sur la feuille de papier où il avait à peine tracé deux lettres, on peut remarquer de larges gouttes de sang qui avaient jailli d’une large blessure qu’il venait de recevoir à la joue ». Ces versions ont été reprises dans la grande Histoire de France de Lavisse (1901) et par Aulard dans son Histoire politique de la Révolution (1901).
En 1924, Mathiez a reconstitué, à partir des différents procès-verbaux, l’histoire de cette lettre, simple annonce de la formation du Comité d’exécution de la Commune et de la délivrance d’Hanriot, écrite non dans les derniers moments, mais au contraire après l’arrivée des conventionnels proscrits à l’hôtel de ville. Elle n’est donc pas tachée du sang de Robespierre et est bien parvenue à la section des Piques avant 11 h. Mais elle n'a pas suffi : l’attitude de cette section bourgeoise, où Robespierre habitait, est restée attentiste pendant la nuit du 9 thermidor. « Je ne me charge pas, ajoute Mathiez, d'expliquer pourquoi la signature de Robespierre est abrégée au bas de la lettre ».

### Bibliographie

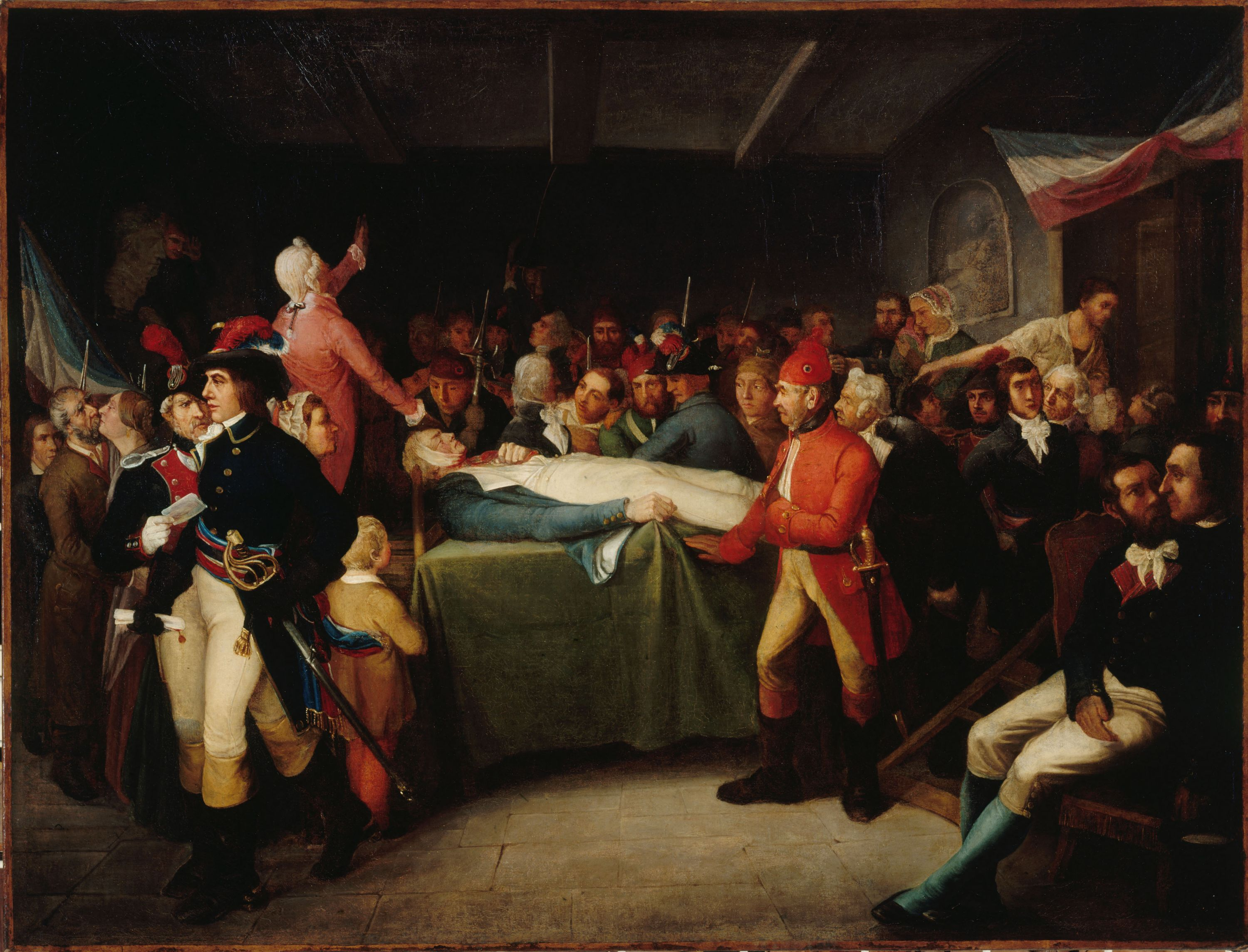
Robespierre étendu sur la table du Comité de salut public, le 9 thermidor an II (27 juillet 1794).
Tableau (anonyme), Paris, musée Carnavalet, 1^{e} moitié du XIXe siècle.

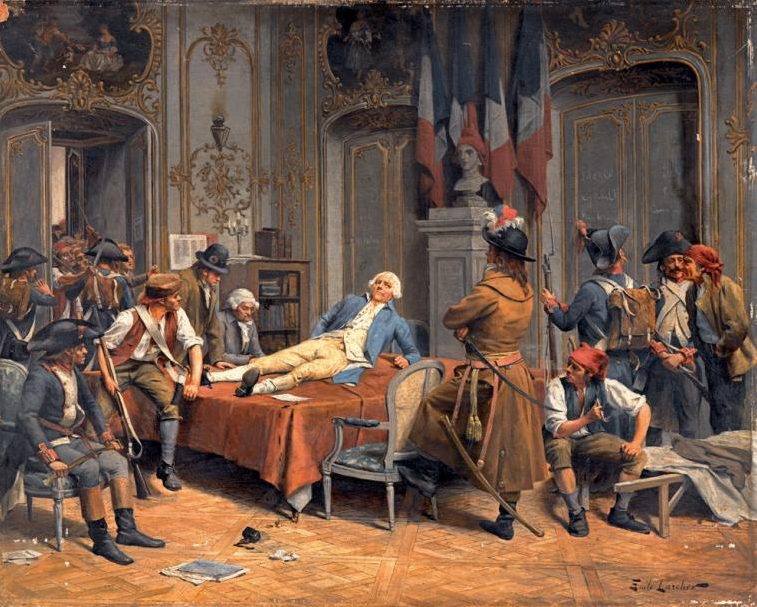
Étendu sur une table, blessé, dans la salle de l'hôtel de ville, Robespierre est l'objet de la curiosité et des quolibets de thermidoriens. Toile d'André Émile Larcher, fin du XIXe siècle.

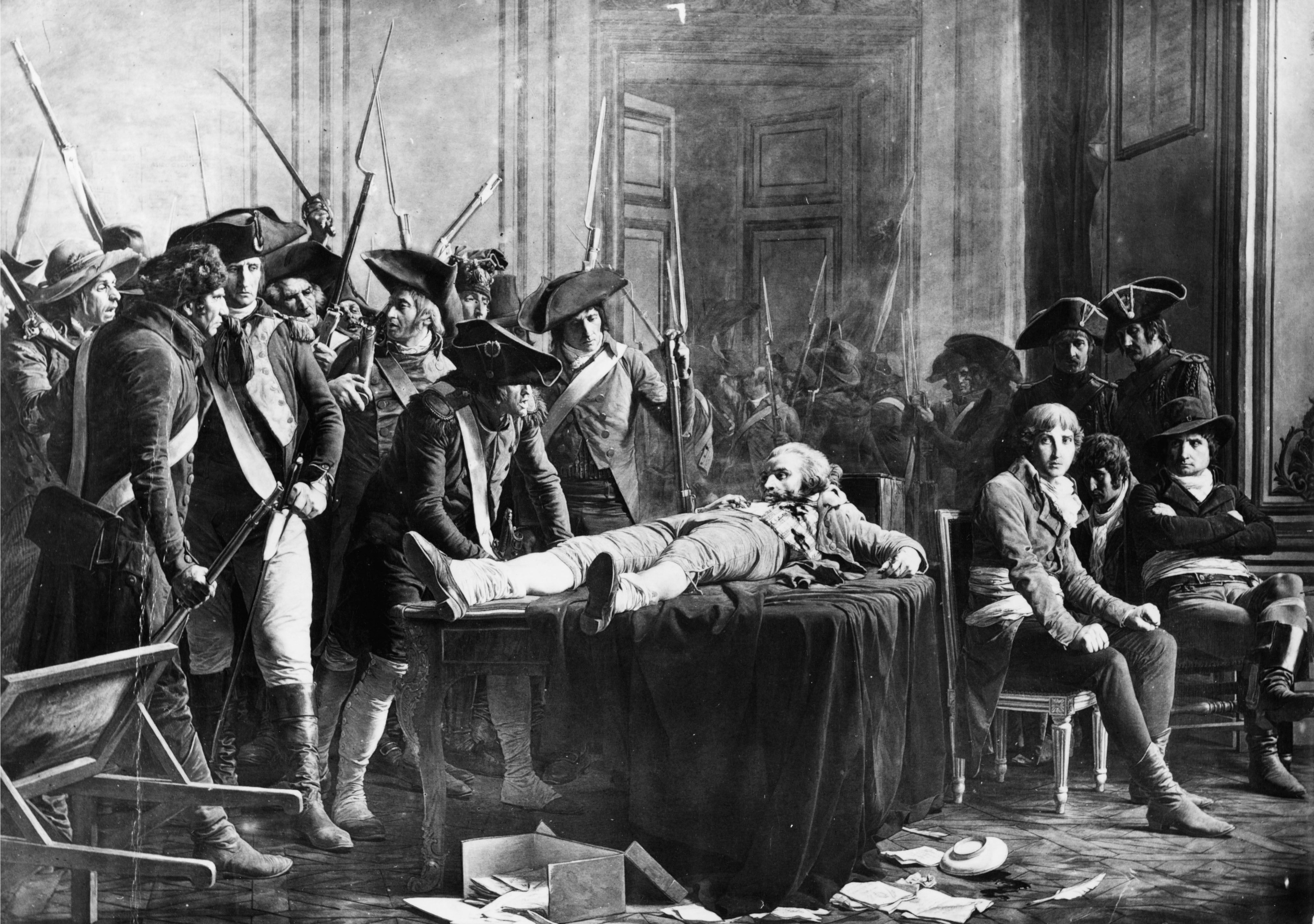
Le Matin du 10 thermidor (1877), de Lucien-Étienne Mélingue. Étendu sur une table, blessé, dans la salle de l'hôtel de ville, Robespierre est l'objet de la curiosité et des quolibets de thermidoriens, devant ses amis, défaits (musée de la Révolution française).

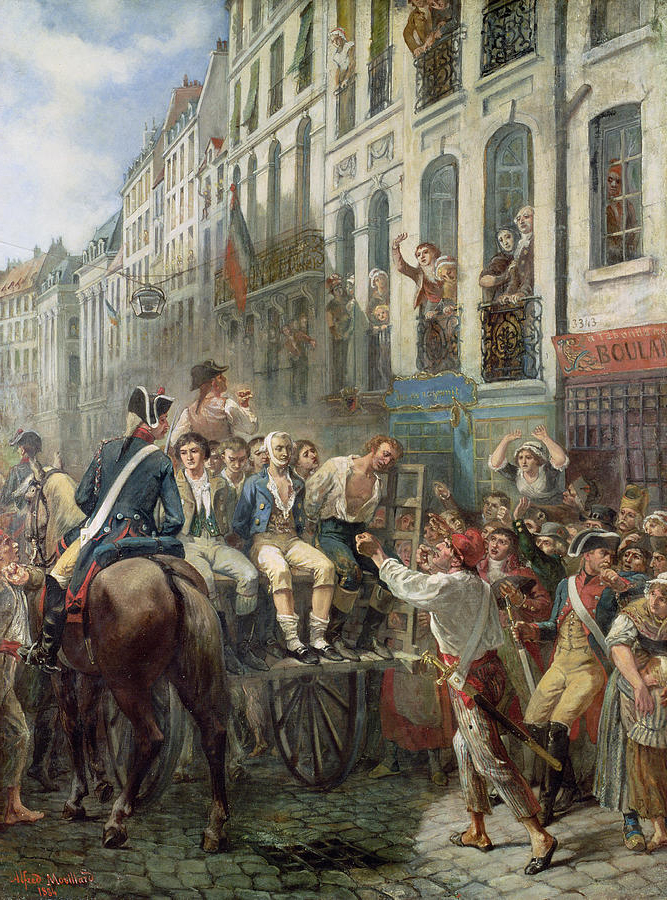
Robespierre partant à la guillotine, toile d'Alfred Mouillard, 1884.

### Sources primaires
- François-Alphonse Aulard ( éd.), La Société des Jacobins : recueil de documents pour l'histoire du club des Jacobins de Paris, t. VI : mars à novembre 1794, Paris, Librairie Léopold Cerf / Librairie Noblet / Maison Quantin, 1897, 805 p. (lire en ligne).
- Albert Mathiez ( éd.), « Trois lettres inédites de Voulland sur la crise de Thermidor », Annales historiques de la Révolution française, no 19,‎ janvier-février 1927, p. 67-77 (lire en ligne).
- (en) Richard T. Bienvenu ( éd.), The Ninth of Thermidor : The Fall of Robespierre, Oxford University Press, 1968, 355 p.
- Françoise Brunel ( éd.) (publié par l'Institut d'histoire de la Révolution française, Université de Paris I), Archives parlementaires de 1787 à 1860, vol. 93 : Du 21 messidor au 12 thermidor an II (9 juillet au 30 juillet 1794), Paris, Éditions du Centre national de la recherche scientifique, 1982, 774 p. (ISBN 2-222-02562-1, lire en ligne).

### Filmographie
- Abel Gance, Napoléon, 1927.
- Stellio Lorenzi, La Terreur et la Vertu : Robespierre (téléfilm de la série télévisée La caméra explore le temps), 1965.
- Richard T. Heffron, La Révolution française - « Les années terribles », 1989.